# Atentado contra Ahmed Uld Brahim Uld Bachir de 1975
El Atentado contra Ahmed Uld Brahim Uld Bachir de 1975 fue un atentado terrorista del Frente Polisario que tuvo lugar el 12 de julio de 1975 El Aaiún (Sahara español).

## Ataque
El 12 de julio de 1975 explotó una bomba en el coche de Ahmed Uld Brahim Uld Bachir, procurador en Cortes por la provincia del Sahara de 1971 a 1977.

## Víctimas
Fue muerto uno de los hijos de Ahmed, Alisal de ocho años. Fue herido grave otro de los hijos, Mustafa de seis años.

## Consecuencias
Haffa Uld Mahayud, autor material del atentado, falleció durante su detención. Sin consecuencias penales para el Frente Polisario. Debido a la inestabilidad política del tardofranquismo el atentado no tuvo gran difusión en los medios de comunicación más allá del diario La Realidad, publicado en El Aaiún.
Ahmed Uld Brahim Uld Bachir continuó su carrera política defendiendo los intereses del Sahara en Parlamento de Marruecos.